# 嘉吉公司
嘉吉公司（英語：Cargill, Incorporated），是美國最大（以2013年的年營收論）的私人跨國企業，主要事業是食品加工，版圖現已擴大至醫藥、金融、天然資源等。與路易达孚、阿奇尔丹尼斯米德兰和邦吉公司並為世界四大粮商。

## 历史
嘉吉公司由William Wallace Cargill創立。於1865年，總部設於明尼蘇達州的明尼亞波里斯郊區Minnetonka。2013年的年營收達1,360億美元，可排入2013年度上市企業營收排行榜Fortune 500的第9名。
2011年5月26日，嘉吉公司完成出售全球最大磷肥製造商美國美盛公司（The Mosaic Company）。64%股份給嘉吉的股東和債權人，價值240億美元。
2018年2月，嘉吉完成了对宠物食品制造公司Pro Pet的收购。 Pro Pet拥有三座制造厂，一处在明尼苏达州的Owatonna，一处在堪萨斯州的堪萨斯城，另一处在俄亥俄州的圣玛丽斯。
2018年11月，嘉吉将其在加拿大安大略省的13个农作物投入场出售给了La Coop Fédérée。
2018年，嘉吉对Puris进行了2500万美元的投资，Puris是Beyond Meat产品中使用的豌豆蛋白供应商。 2019年，嘉吉又投资了7500万美元。
2021年，嘉吉在FoodTalks全球植物蛋白配料企业榜中排名第四。

## 中美嘉吉公司
台灣的中美嘉吉公司是美商嘉吉公司透過在台百分之百持股之子公司—嘉冠投資公司於1970年與台糖公司合資成立；其中美商嘉冠投資公司持股60%，台糖持股40%。主要營業項目為產銷各種家禽及家畜飼料，共有一座飼料廠座落於台中市大肚區。
原高雄廠區1971年10月17日落成，佔地3,000坪，投資額為新台幣1億元；並已於2016年2月25停工撤廠，土地亦已完成出售。